# Alina Kovaliova
Alina Románovna Kovaliova –en ruso, Алина Романовна Ковалёва– (Slantsy, 18 de febrero de 1993) es una deportista rusa que compite en curling.
Ganó tres medallas en el Campeonato Mundial de Curling entre los años 2016 y 2021, una medalla de plata en el Campeonato Mundial de Curling Mixto Doble de 2011 y una medalla de oro en el Campeonato Europeo de Curling Femenino de 2015.

## Palmarés internacional
| Campeonato Mundial             | Campeonato Mundial          | Campeonato Mundial | Campeonato Mundial |
| Año                            | Lugar                       | Medalla            | Prueba             |
| ------------------------------ | --------------------------- | ------------------ | ------------------ |
| 2016                           | Swift Current (Canadá)      | Medalla de bronce  | Equipo             |
| 2017                           | Pekín (China)               | Medalla de plata   | Equipo             |
| 2021                           | Calgary (Canadá)            | Medalla de plata   | Equipo             |
| Campeonato Mundial Mixto Doble |                             |                    |                    |
| Año                            | Lugar                       | Medalla            | Prueba             |
| 2011                           | Saint Paul (Estados Unidos) | Medalla de plata   | Mixto doble        |
| Campeonato Europeo             |                             |                    |                    |
| Año                            | Lugar                       | Medalla            | Prueba             |
| 2015                           | Esbjerg (Dinamarca)         | Medalla de oro     | Equipo             |